# Malovice (Bor)
Malovice (deutsch Mallowitz) ist ein Ortsteil von Bor (Haid) in  Tschechien. Er  liegt nordöstlich von Bor im Okres Tachov.

## Geschichte
Mallowitz wurde 1115 im Zuge der Schenkung des Dorfes an das Kloster Kladrau erstmals urkundlich erwähnt. Weitere Erwähnungen finden sich in Kladrauer Urkunden aus den Jahren 1186 und 1239. 1379 gehörte das Dorf nach einem Steuerverzeichnis zu einem Teil der Schwanberger Nebenlinie auf Mutzgen über die es später zur Herrschaft Haid kam. Die Fürsten zu Löwenstein-Wertheim-Rochefort besaßen den Maierhof in Malkowitz seit 1720, die Revierstelle für die zugehörigen 800 ha Wald war in Mallowitz. 1788 bestand das Dorf aus 14 Anwesen. Im Jahre 1838 war Mallowitz auf 33 Häuser angewachsen. Das zuständige Pfarramt befand sich in Hollezrieb (Holostřevy).
Ab 1850 war Mallowitz ein Ortsteil von Malkowitz, das jedoch deutlich kleiner als Mallowitz war. Die Schüler gingen zunächst nach Hollezrieb, bis eine Schule im nähergelegenen Juratin gebaut worden war. Im Ersten Weltkrieg starben 15 Männer. 1927 erfolgte der Bau einer Kapelle. Im Zweiten Weltkrieg verloren 21 Männer ihr Leben. 1938 lebten in den 32 Häusern von Mallowitz 159 Personen, darunter 156 Deutsche; 157 der Einwohner waren Katholiken, die anderen zwei Protestanten. Am 5. Mai 1945 wurden die Orte den US-Amerikanern kampflos übergeben. Im Herbst 1946 wurden die meisten der deutschen Bewohner vertrieben. 1953 wurden die Höfe in Malovice Kolchose. Ab 1961 gehörte Malovice als Ortsteil zu Kurojedy, seit Beginn des Jahres 1980 ist es ein Ortsteil von Bor. 1991 hatte der Ort 16 Einwohner. Im Jahre 2001 bestand das Dorf aus 9 Wohnhäusern, in denen 15 Menschen lebten.

## Ortsgliederung
Malovice ist Teil des Katastralbezirkes Málkovice.

## Persönlichkeiten
- Karl Ernstberger (1887–1972), Architekt
- Anton Ernstberger (1894–1966), Professor an den Universitäten Prag und Erlangen